# Монтериђони
Монтериђони (итал. Monteriggioni) је насеље у Италији у округу Сијена, региону Тоскана.
Према процени из 2011. у насељу је живело 60 становника. Насеље се налази на надморској висини од 272 м.

## Становништво
Према резултатима пописа становништва 2011. у општини је живело 9.264 становника.
| 1931. | 1936. | 1951. | 1961. | 1971. | 1981. | 1991. | 2001. | 2011. |
| ----- | ----- | ----- | ----- | ----- | ----- | ----- | ----- | ----- |
| 5.050 | 5.157 | 5.248 | 4.386 | 5.512 | 6.690 | 7.134 | 7.891 | 9.264 |